# Richard Arnell
Richard Anthony Sayer "Tony" Arnell (Hampstead, 15 de setembro de 1917 – Bromley, 10 de abril de 2009) foi um compositor inglês de música clássica. Arnell escreveu obras de todos os géneros para as salas de concertos, e a sua lista de composições inclui seis sinfonias completas (e uma sétima concluída por Martin Yates) e seis quartetos de cordas. No Trinity College of Music, “estimulou pela primeira vez o interesse por bandas sonoras de filmes e música eletrónica”, bem como pelo jazz. O compositor de música eletrónica David Hewson, que trabalhou com Arnell em filmes como Dilemma (1981), Doctor in the Sky (1984), Toulouse-Lautrec (1986) e The Light of the World (1989), foi um dos seus pupilos.

## Biografia
Arnell nasceu em Hampstead, Londres. Estudou no Royal College of Music, também em Londres, entre 1935 e 1939, onde foi aluno de John Ireland (composição) e St. John Dykes (piano). Recebeu o prémio de composição Farrar no último ano de estudos naquela instituição. No início da Segunda Guerra Mundial, durante uma visita à Feira Mundial de Nova Iorque, Arnell (juntamente com outros compositores ingleses como, por exemplo, Arthur Bliss), viu-se forçado a permanecer em Nova Iorque, onde residiu até 1947. Face às circunstâncias, adquiriu uma sólida reputação nos Estados Unidos, mantendo-se, em simultâneo, praticamente desconhecido no seu país de origem. Durante o período passado em Nova Iorque, Arnell foi supervisor musical da BBC na América do Norte, tendo-lhe ainda sido encomendada a composição de uma cantata (com texto de Stephen Spender), The War God, destinada às comemorações da abertura das Nações Unidas, bem como uma fanfarra para receber Winston Churchill numa sua visita a Nova Iorque.
A música de Arnell foi dirigida por Thomas Beecham, Leopold Stokowski e Bernard Herrmann, entre outros, e, mais recentemente, por Martin Yates, seu aluno de composição no Trinity College. Nesta instituição, onde lecionou entre 1947 e 1987, também deu aulas a Peter Tahourdin (entre 1949 e 1952).
Arnell compôs a banda sonora de The Land (1942), um documentário de 45 minutos realizado por Robert J. Flaherty para o Departamento de Agricultura dos Estados Unidos. Foi-lhe também encomendada pela Ford Motor Company uma suíte sinfónica inspirada nos trabalhadores da fábrica do grupo em Dagenham. A obra faz parte de um filme intitulado Opus 65. Arnell criou e liderou, até à sua reforma, no final da década de 1980, o Departamento de Música da London International Film School.
Granjeou enorme prestígio como compositor para bailados através de colaborações com coreógrafos da craveira de George Balanchine, John Cranko e Frederick Ashton. Os seus numerosos bailados foram sucessivamente levados à cena tanto em Nova Iorque como em Londres. A música que compôs para Punch and the Child encontra-se disponível numa gravação de Sir Thomas Beecham, com a Royal Philharmonic Orchestra, que continua a merecer a atenção do público.
As sete sinfonias numeradas de Arnell, a par da Sinfonia Quasi Variazioni, o Concerto para Piano (com David Owen Norris como solista), os dois Concertos para Violino (com Lorraine MacAslan como solista), Lord Byron: a Symphonic Portrait, Robert Flaherty Impression, o prelúdio The Black Mountain e a abertura The New Age foram gravadas pela primeira vez sob a direção de Martin Yates, com a Royal Scottish National Orchestra, entre 2005 e 2008. As primeiras gravações dos bailados The Angels, Harlequin in April e The Great Detective, juntamente com Punch and the Child, foram levadas a cabo por Martin Yates com a BBC Concert Orchestra em setembro de 2008.
Pouco antes da sua morte, Arnell iniciou uma Sétima Sinfonia, dedicada a Nelson Mandela, entretanto concluída por Martin Yates. Foi gravada no verão de 2010 pelo próprio Yates, com a Royal Scottish National Orchestra, e lançada pela Dutton Epoch. Os Quartetos de Cordas foram recentemente editados pela mesma editora, numa versão do Tippett Quartet.
Arnell é reconhecido como um dos mais magistrais orquestradores do século XX, tendo sido descrito por Sir Thomas Beecham como o melhor orquestrador desde Berlioz.

## Obras selecionadas

### Música sinfónica
- Sete sinfonias numeradas
- Sinfonia Quasi Variazioni
- Sinfonia – 1939
- Symphony for Strings
- Suite in Six Movements para grande orquestra
- Lord Byron – a Symphonic Portrait
- Robert Flaherty – Impression
- Landscapes and Figures
- Concertos para piano (2), violino (2) e cravo
- Abertura The New Age
- Abertura 1940
- Abertura (sem título)
- Prelúdio The Black Mountain
- Abertura The Food of Love
- Classical Variations (orquestra de cordas)
- Abstract Forms (orquestra de cordas)
- Dois divertimentos
- Fantasia para orquestra
- Ode to Beecham (com narrador)

### Música de câmara
- Seis quartetos de cordas
- Quinteto de cordas
- Trio com piano
- Quarteto com piano
- Quinteto com oboé
- RVW's Almanac (quarteto com clarinete)
- Serenata para dez instrumentos de sopro e contrabaixo
- Cassação para quinteto de sopro
- Duas sonatas para violino e piano
- Variations on an American Theme para violino e piano
- Sonatina para dois pianos
- Quinteto para metais
- Quarteto para trompas

### Obras solistas
- 2 sonatas para piano
- 2 sonatas para órgão
- Variations on Eine Feste Burg para órgão
- peças para violino, viola e violoncelo
- vários conjuntos de variações para piano solo

### Música dramática
- Punch and the Child (bailado)
- Harlequin in April (bailado)
- The Great Detective (bailado)
- The Angels (bailado)
- Moonflowers (ópera de câmara)
- Love in Transit (ópera de câmara)
- The Petrified Princess (ópera de marionetas)

### Música vocal
- Ode to the West Wind
- The War God
- Six Lawrence Songs
- Con Amore
- Xanadu
- Cretaceous Intermission
- Five Emily Songs

### Obras para instrumentos semieléctricos (elétricos/acústicos)
- I Think of all Soft Limbs
- Nocturne: Prague
- Astronaut

### Bandas sonoras de filmes
- The Land
- Opus 65
- A Visita
- O 3.º Segredo
- Topsail Schooner
- The Man Outside
- Bequest to a Village
- Stained Glass
- The Black Panther (com David Hewson)
- The Antagonist (com David Hewson)
- Dilemma (com David Hewson)
- Toulouse-Lautrec (com David Hewson)
- Doctor in the Sky (com David Hewson)
- We Are Many (com David Hewson)
- The Light of the World (com David Hewson)